# Pediasia bolivarellus
Pediasia bolivarellus là một loài bướm đêm trong họ Crambidae.